# 帕拉拉克蒂克島
帕拉拉克蒂克島（英語：Parallactic Island）是南極洲的島嶼，位於麥克羅伯特森地，處於霍姆灣，屬於帕拉拉克蒂克群島的一部分，根據挪威探險隊拍攝的空中照片繪入地圖，現時由南極條約體系管理。